# شهرستان یامپیل
شهرستان یامپیل (به لاتین: Yampil Raion) یک شهرستان در اوکراین است که در استان سومی واقع شده‌است. شهرستان یامپیل ۹۴۳٫۵ کیلومتر مربع مساحت و ۲۳٬۸۵۹ نفر جمعیت دارد.